# Röda kapellet (musikalbum)
Röda kapellet heter Röda kapellets debutalbum utgiven 1974 på skivbolaget Avanti.

## Låtlista
1. "Kultur-klasskamp" - 4:00
2. "Strejkvisa" - 3:07
3. "Grottekvarnen" - 5:15
4. "Till veteranerna" - 3:45
5. "Venceremos" - 2:10
6. "Solen bränner utan nåd" - 3:13
7. "Solidaritetssång till Chiles folk" - 3:13
8. "Revolutionens vagga" - 4:02
9. "Soldatvisa" - 2:13
10. "Signalerna ljuder" - 2:47
11. "Gå med i KU stärk VPK" - 3:13